# Hermés Ludovisi

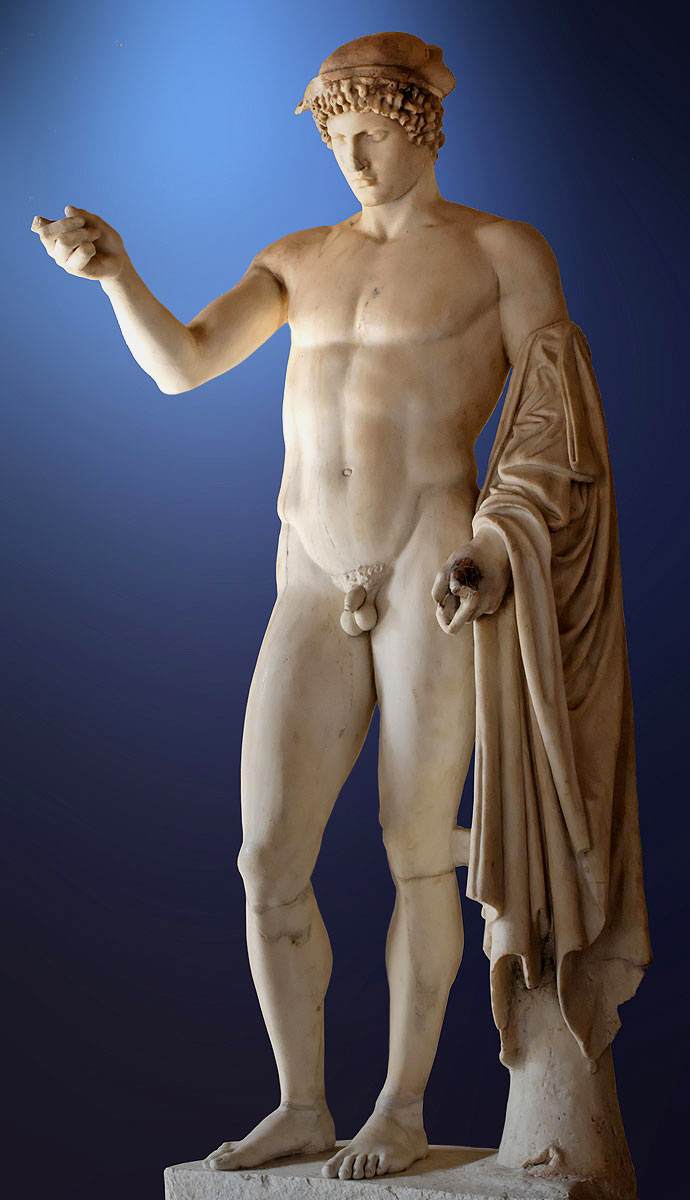

Hermés Ludovisi (dříve též Hermés řečník) je tradiční označení helénistické mramorové sochy boha Herma ve sbírkách Římského národního muzea a současně uměleckého pojetí zobrazení mužské postavy, jehož je typickým příkladem. Je římskou kopií řecké předlohy, za jejíhož autora bývá pokládán nejčastěji Feidiás ve svém časném období, méně často Myrón. Dílo je jedním z prvních, které Herma zobrazuje v podobě mladého bezvousého muže s atletickými rysy, a mění tak jeho ikonografii.